# Мравляк, Душан
Душан «Мрож» Мравляк (серб. Душан "Мрож" Мрављак, словен. Dušan "Mrož" Mravljak; 21 июля 1914, Любляна — 8 января 1943, Осанкарица) — югославский словенский доктор медицины, партизан Народно-освободительной войны Югославии, Народный герой Югославии.

## Биография
Родился 21 февраля 1914 года в Любляне. Сын Генрика Мравляка, судьи и торговца из Шоштани. Также у него были три младших брата и сестра. Брат Божо (на три года моложе) был известным революционером, участвовал в гражданской войне в Испании, организовал партизанское движение в Салешской долине в 1941 году и был расстрелян 3 апреля 1943 в Мариборе как заложник.
Душан провёл своё детство в родительском доме в Шоштани, где окончил начальную школу. Окончил в 1933 году гимназию в Целе, после чего поступил в Люблянский университет на медицинский факультет, где отучился четыре семестра и затем перешёл в Загребский университет, который окончил в мае 1941 года. За время обучения заинтересовался идеологией коммунизма: его к этому подтолкнули земляки из Шоштани — Янко Врабич, Олга Врабич, Франц Полх и Блаж Рек. В Любляне он был членом студенческого общества врачей, а в Загребе состоял в левом студенческом движении «Триглав», в котором в 1937 и 1938 году избирался в состав руководства. В ноябре 1939 года был арестован по обвинению в распространении коммунистических листовок в Загребе, но из-за недостатка доказательств был освобождён спустя несколько дней. Незадолго до начала войны женился на девушке по имени Майда.
Со своей супругой Мравляк переселился в дом в Доленьске, а летом 1941 года с ней переехал в Любляне. Там он вступил в Народно-освободительное движение, сотрудничая с ним тайно некоторое время. В апреле 1942 года выбрался в Доленьску, где вступил во 2-ю группу партизанских отрядов: с ней он сражался с 19 по 22 мая на Янчах во время попытки выхода в Штирию, а затем организовал поход 20 июня через Нотраньску и Гореньску в Штирию. В боях Мравляк себя проявил как хороший врач, ухаживая за ранеными и леча их в импровизированных медицинских пунктах. 10 августа на Еловице 2-я группа разделилась на два отряда: Мравляк в составе 1-го батальона Савиньского партизанского отряда направился в сторону Караванок в Каринтию и Штирию, где перешёл в состав Похорского батальона и с ним в конце сентября 1942 года после реорганизации отправился на Похорье. 7 ноября 1942 во время стычки с немецкими полицаями и словенскими домобранцами на Рогле Душан спас политрука отряда, Йоже Мениха, от попадания в немецкий плен.
8 января 1943 Похорский батальон держал оборону против немцев при Осанкарице: после двухчасового боя 69 солдат продолжали сдерживать 2 тысячи солдат противника. Партизаны перешли в наступление с целью прорыва кольца окружения, в ходе прорыва погиб и Душан Мравляк.
Он был похоронен на центральном кладбище австрийского Граца. Указом Иосипа Броза Тито от 22 июля 1953 получил посмертно звание Народного героя Югославии.